# Miguel Bossio
Miguel Angel Bossio Bastianini (* 10. Februar 1960 in Montevideo) ist ein ehemaliger uruguayischer Fußballspieler, der während seiner Vereinskarriere in Uruguay und Spanien aktiv war und 30 Länderspiele für die uruguayische Fußballnationalmannschaft absolvierte.

## Karriere

### Verein
Miguel Bossio begann seine Karriere im Jahr 1974 in seiner Heimatstadt Montevideo beim Racing Club de Montevideo, für dessen Mannschaft er drei Jahre in der uruguayischen Liga auflief. 1978 nahm ihn Sud América unter Vertrag. 1982 schloss er sich dem Club Atlético Peñarol an, für den er bis einschließlich der Saison 1985 spielte. Mit der Mannschaft gewann er 1982 und 1985 die uruguayische Meisterschaft. Zudem steht mit Peñarol im Jahr 1982 der Gewinn der Copa Libertadores zu Buche. Nach diesen Erfolgen verließ er seine Heimat und schloss sich dem spanischen Verein FC Valencia an. Der Mittelfeldakteur war von der Spielzeit 1986/87 bis 1990/91 für Valencia aktiv. Er absolvierte in diesem Zeitraum insgesamt 138 Ligaspiele und erzielte drei Tore. 1991/92 stand er in Reihen des spanischen Zweitligisten CE Sabadell, bestritt dort 33 Ligapartien und traf einmal. 1993 lief er noch von seinem ersten Einsatz am 14. März 1993 bis zu seinem letzten Spiel am 23. Juni 1993 in zehn Erstligapartien für Albacete Balompié auf.

### Nationalmannschaft
Bei der U-20-Fußball-Südamerikameisterschaft 1979 im eigenen Lande holte Bossio mit der U-20 Uruguays den Titel. Im Verlaufe des Turniers wurde er von Trainer Raúl Bentancor dreimal (kein Tor) eingesetzt. Im selben Jahr wurde er mit der Celeste bei der Junioren-Fußballweltmeisterschaft 1979 in Japan Dritter. Am 27. Oktober 1983 debütierte Bossio schließlich in der uruguayischen A-Nationalmannschaft, als er im Endspiel der Copa América 1983 gegen Brasilien für die uruguayische Auswahl auflief. Mit einem 2:0-Sieg über die Brasilianer gelang der Gewinn der Copa América. Mit der Auswahl gelang die Qualifikation für die Endrunde der Weltmeisterschaft 1986. Der Verteidiger wurde in den zwei Gruppenspielen gegen die Bundesrepublik Deutschland und Dänemark sowie im Achtelfinale gegen Argentinien eingesetzt. Die Partie gegen den späteren Weltmeister Argentinien endete mit einer 0:1-Niederlage und dem Scheitern im Wettbewerb. Bis zum 16. Juni 1986 absolvierte Bossio insgesamt 30 Länderspiele (ein Tor).

## Erfolge

### Verein
- Sieger der Copa Libertadores 1982
- Weltpokalsieger: 1982
- Meister der Primera División Profesional de Uruguay: 1982, 1985

### Nationalteam
- Sieger der Copa América 1983
- Junioren-Südamerikameister 1979